# Niça
Niça és una ciutat occitana al sud de França, entre Canes i Mònaco. És la capital del departament dels Alps Marítims i del Comtat de Niça (o País Niçard), alhora que una de les ciutats més importants d'Occitània. El 2005 tenia 347.900 habitants, anomenats niçards.
A Niça s'hi parla encara la variant de l'occità anomenada niçard, si bé la llengua originària ha estat substituïda majoritàriament pel francès. El topònim occità s'escriu com en català, Niça, que segons la pronúncia estàndard és [nísɔ]; localment en diuen [nísa] i ho acostumen a escriure també amb l'antiga grafia mistralenca Nissa. El nom oficial francès és Nice, i en italià en diuen Nizza. Totes aquestes formes deriven del grec Nikea (del nom de la deessa Nike), a través del llatí Nicaea.

## Barris[1]
La vila de Niça és composta per una quarantena de barris (quartiers) agrupats en 8 territòris:
- Territòri 1: Plana e Costaus (20.753 habitants)

Quartiers: Sant Agustin, Santa Margarida, Lu Molins, Arenas, Sant Isidòr, Lingostiera, Li Combas, Belet, Sant Antòni
- Territòri 2: Còlas Niçardi (38.753 habitants)

Quartiers: Estienne d'Orves, Sant Felip, Gròsso, Lo Piòl, Sant Pèire de Feric, Sant Pancraci
- Territòri 3: Tres Còlas (34.158 habitants)

Quartiers: Cimier, Rimiés, Gairaud
- Territòri 4: Ribas de Palhon (32.788 habitants)

Quartiers: L'Ariana, La Lauveta, L'Abadia, Pasteur, Sant Ponç, Lo Trident, Rocabilhiera, Sant Carles, Bòn Viatge, Mont Gròs
- Territòri 5: Èst Litorau (54.239 habitants)

Quartiers: Pòrt, Riquier, Mont Boron, Diables Blaus, Sant Ròc, Vinagrier
- Territòri 6: Nòrd Centre Niça (48.898 habitants)

Quartiers: Li Planas, Sant Silvèstre, Cessòla, Gorbèla, Borriglione, Sant Maurici, Lo Rai, Valon dei Flors
- Territòri 7: Còr de Vila (48.333 habitants)

Quartiers: Niça Vielha, Carabacèu, Medecin, Gambetta, Dubouchage, Liberacion, Malaussena, Josèp Garnier
- Territòri 8: Oèst Litorau (65.703 habitants)

Quartiers: La Magdalena, Manhan, Califòrnia, Fabron, Cantagalet, Ventabrun, Carras, Ferber, La Lantèrna

## Història
La ciutat de Niça fou fundada el segle v aC pels grecs massaliotes. Més tard es posà sota el domini de Roma per combatre els lígurs. L'any 729 fou atacada pels sarraïns, que foren rebutjats d'antuvi, tot i que ocuparen el seu territori entre el 859 i el 880.
Evità el domini dels francs i el del Sacre Imperi, i al segle xii passà al de la Corona d'Aragó. El 1338 es posà sota la protecció del comtat de Savoia, i per tant, de l'Imperi. Esdevingué teatre de les lluites entre l'emperador i Francesc I de França, el qual, aliat amb els otomans, l'ocupà el 1543 parcialment, atès que la ciutadella mai no es va retre, resistint fins a l'arribada de les forces imperials. Envaïda novament per França (1600), el 1696 tornà a Savoia. Pel setembre del 1792 el general francès Jacques Anselme ocupà Niça amb 7.000 marsellesos i hi expulsà el comte de Saint-André. El 3 de gener del 1793 s'aprovaria la seva incorporació a França, però el 1814 passà al Piemont, que la cedí als francesos definitivament el 1860. Mussolini aspirà a incorporar-la al Regne d'Itàlia.
El 1903, Menica Rondelly va compondre l'himne no oficial de la ciutat, Niça la bèla, amb lletra en occità niçard.

## Cercavila de flors

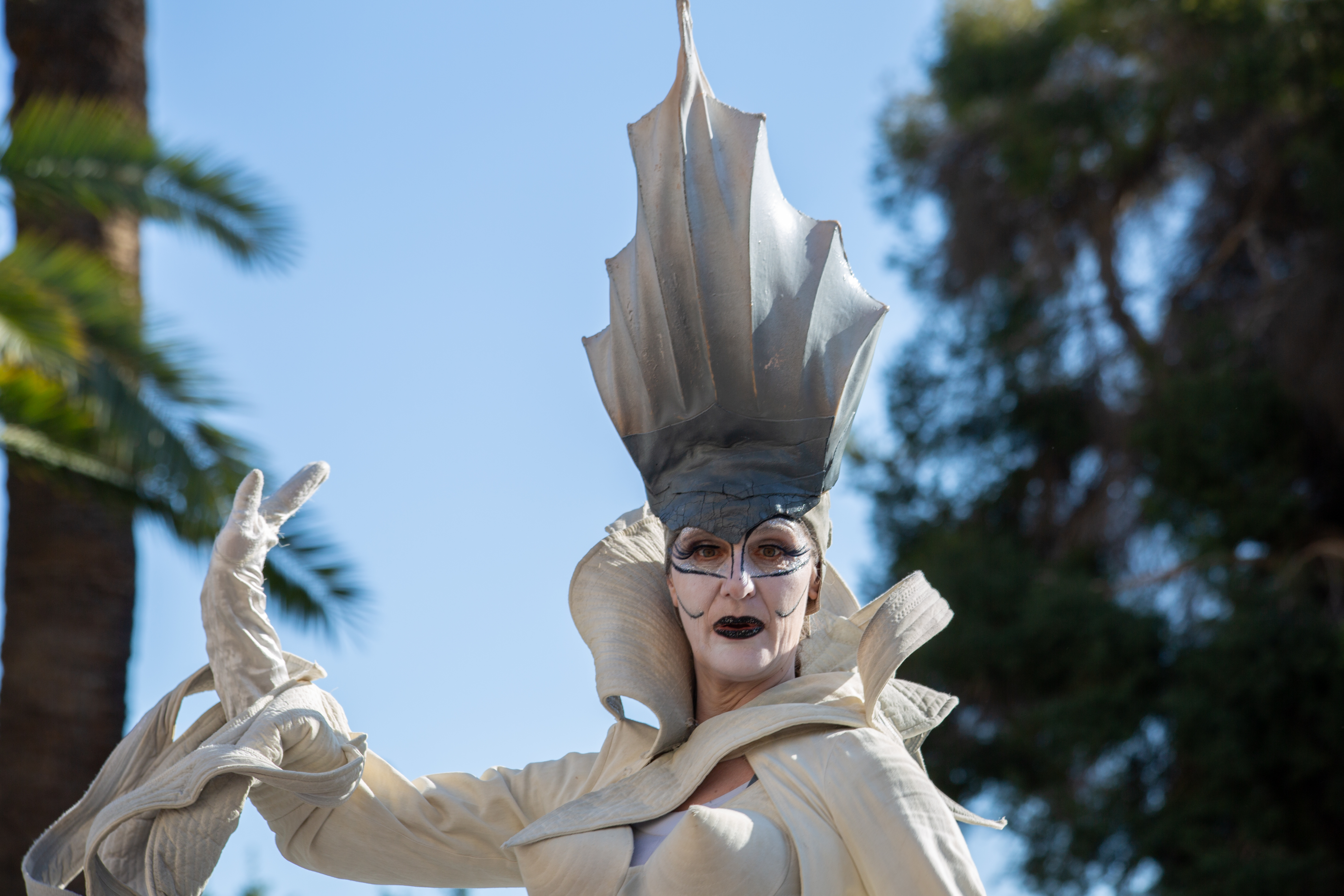
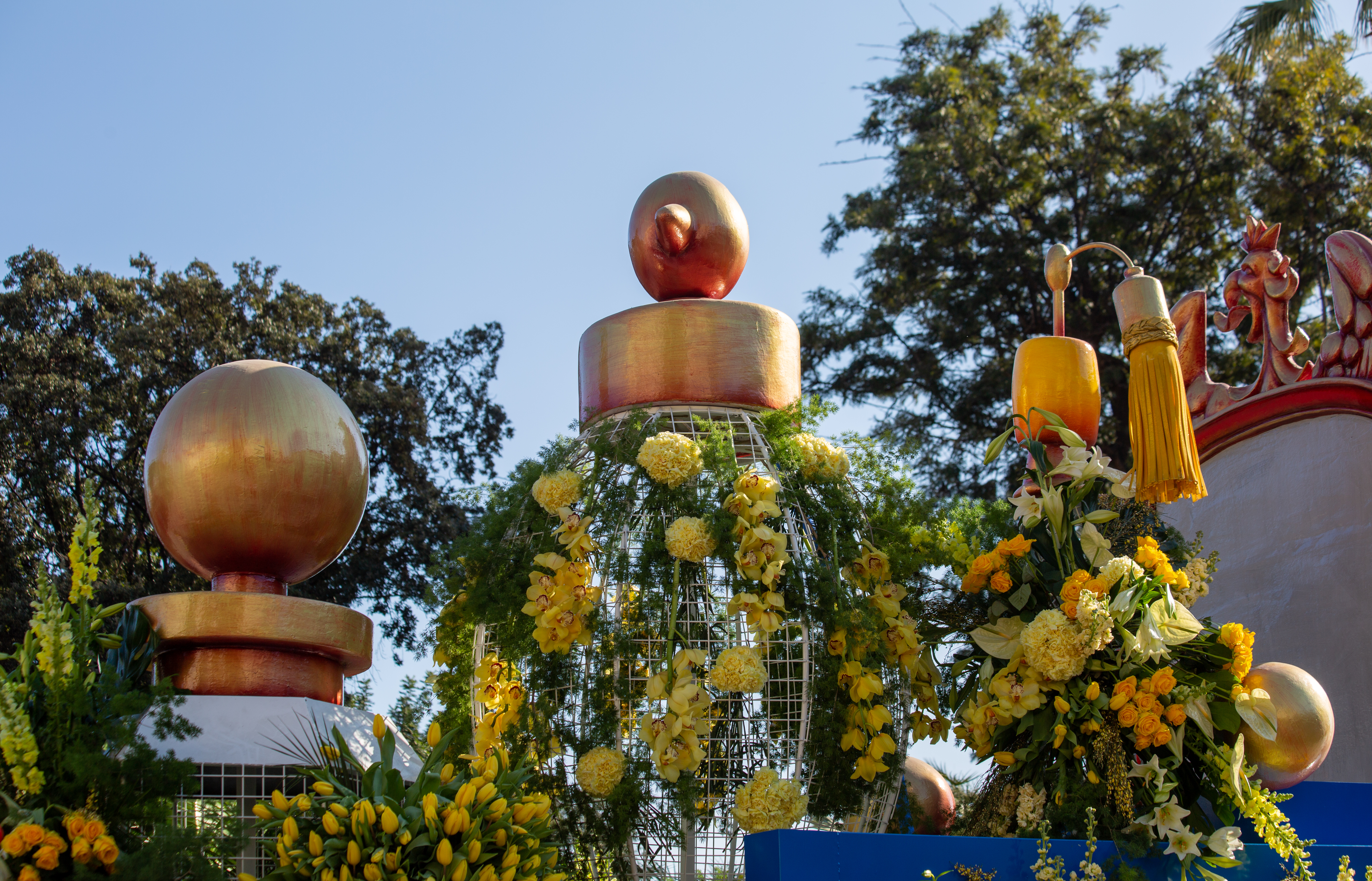
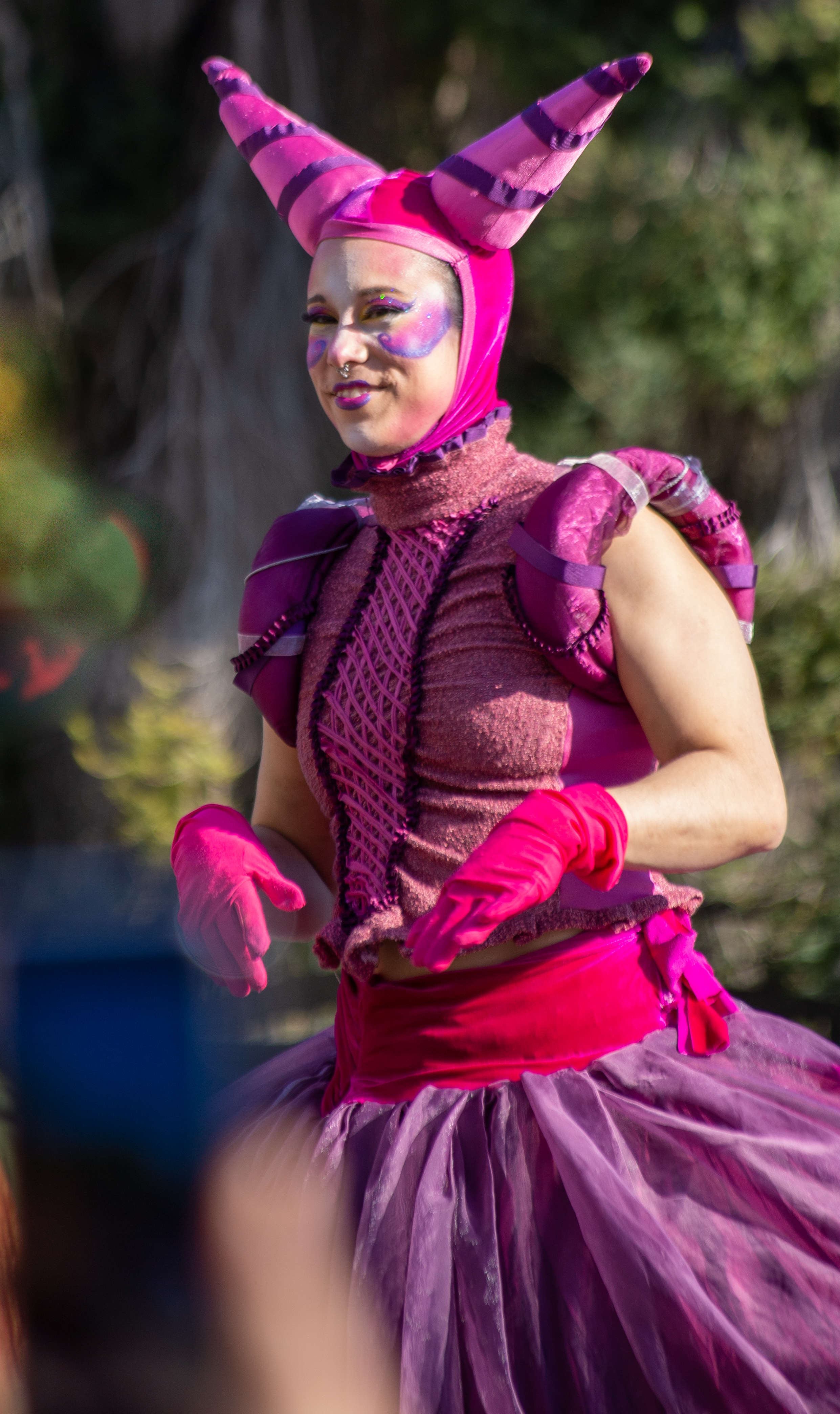
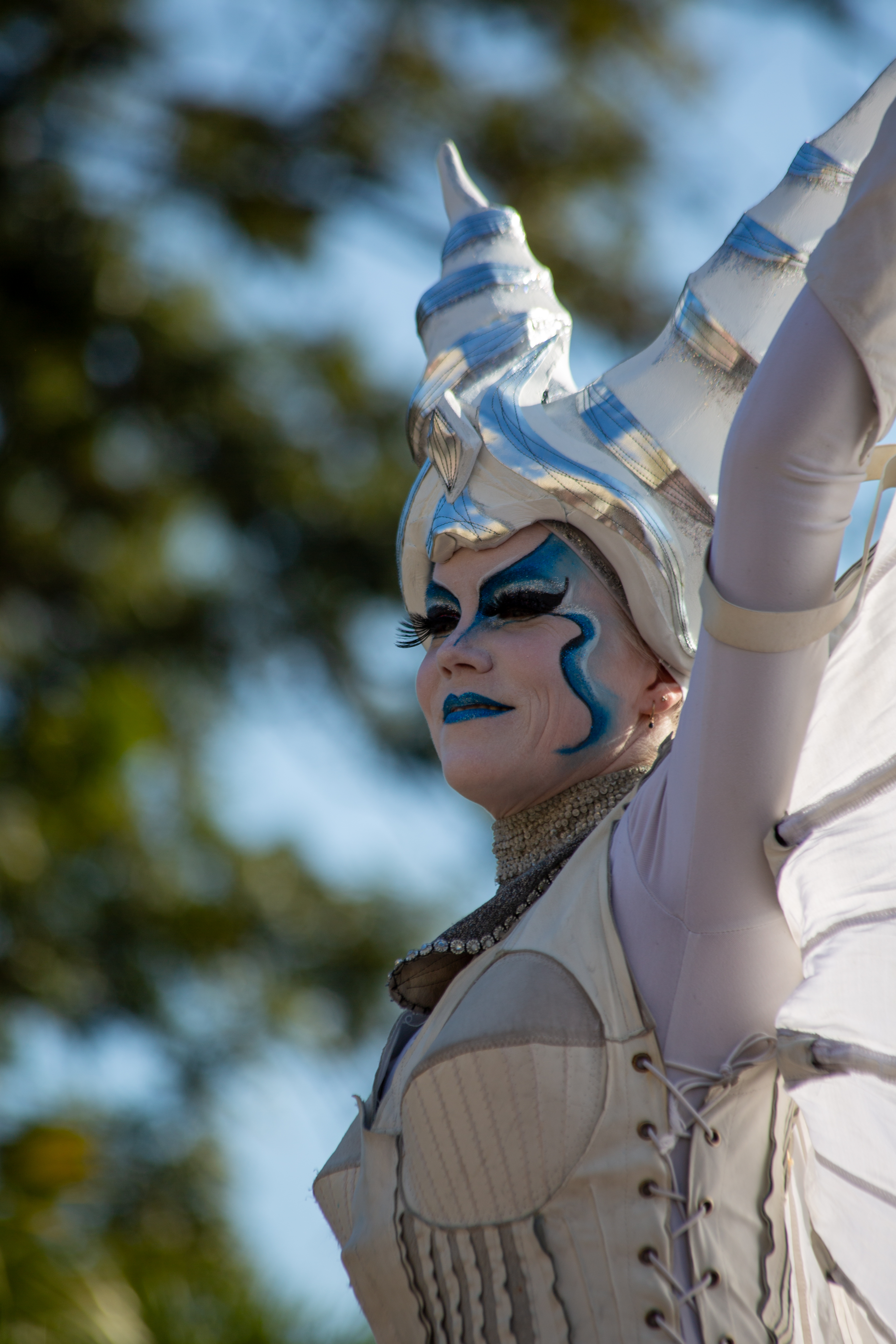
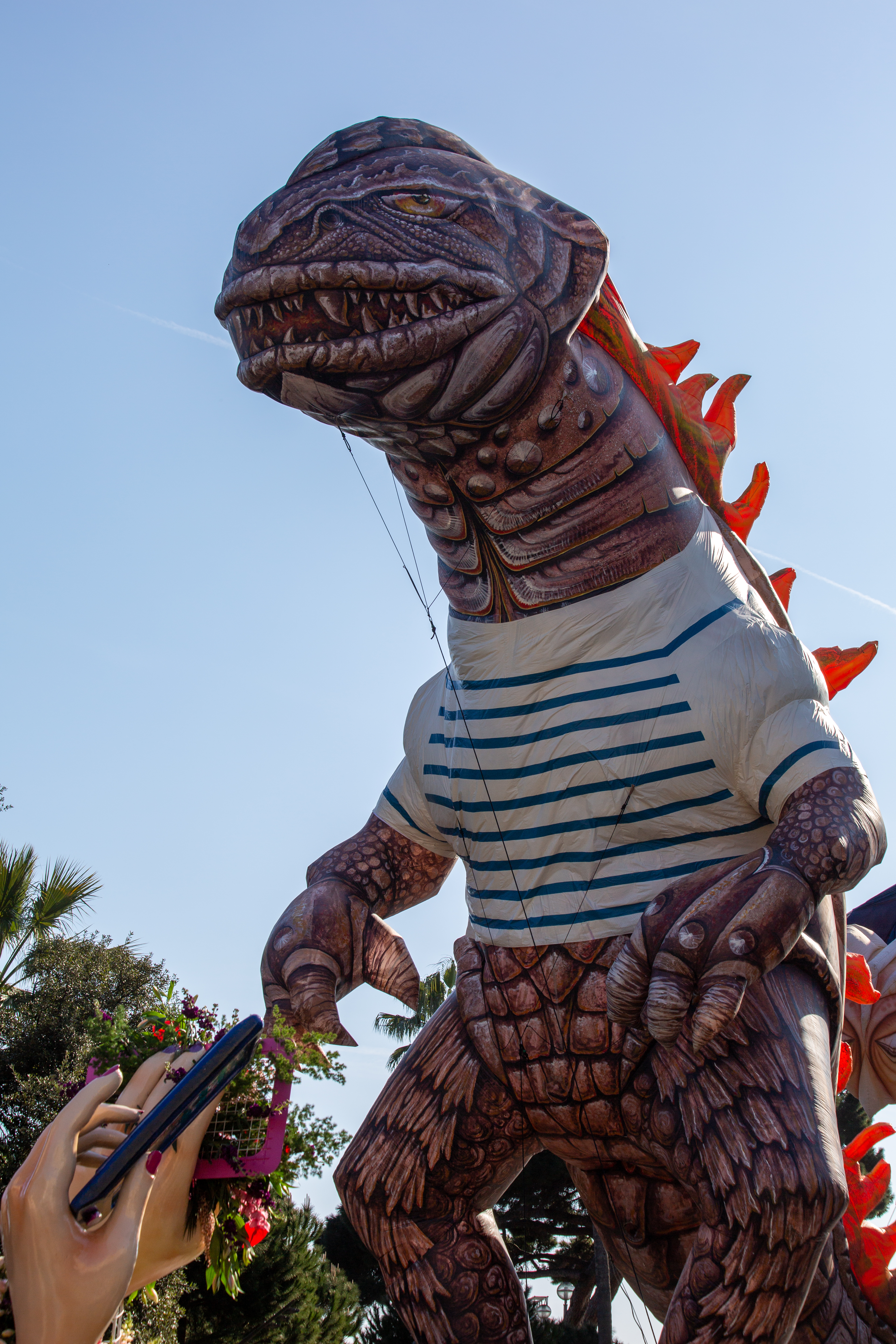
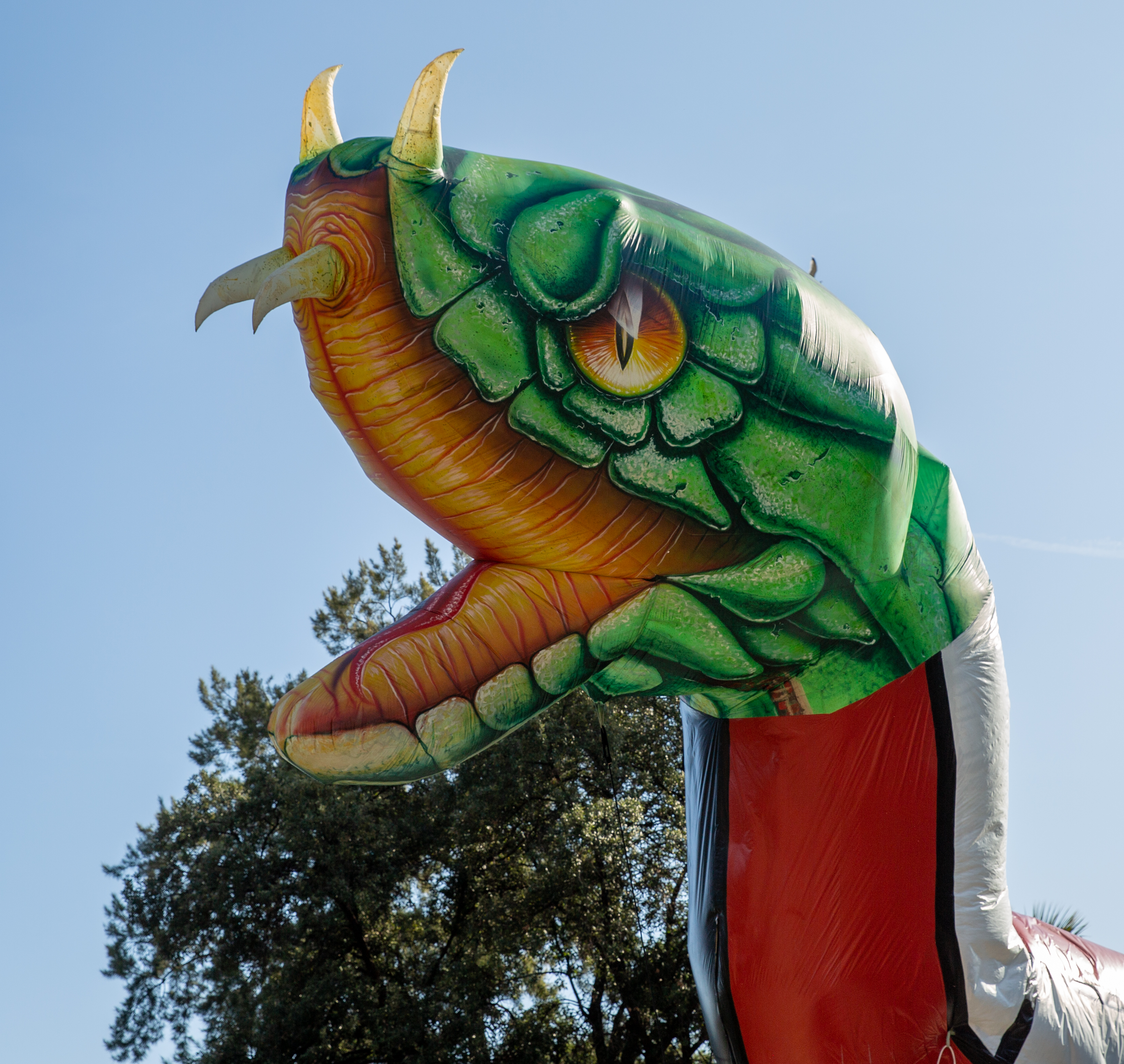
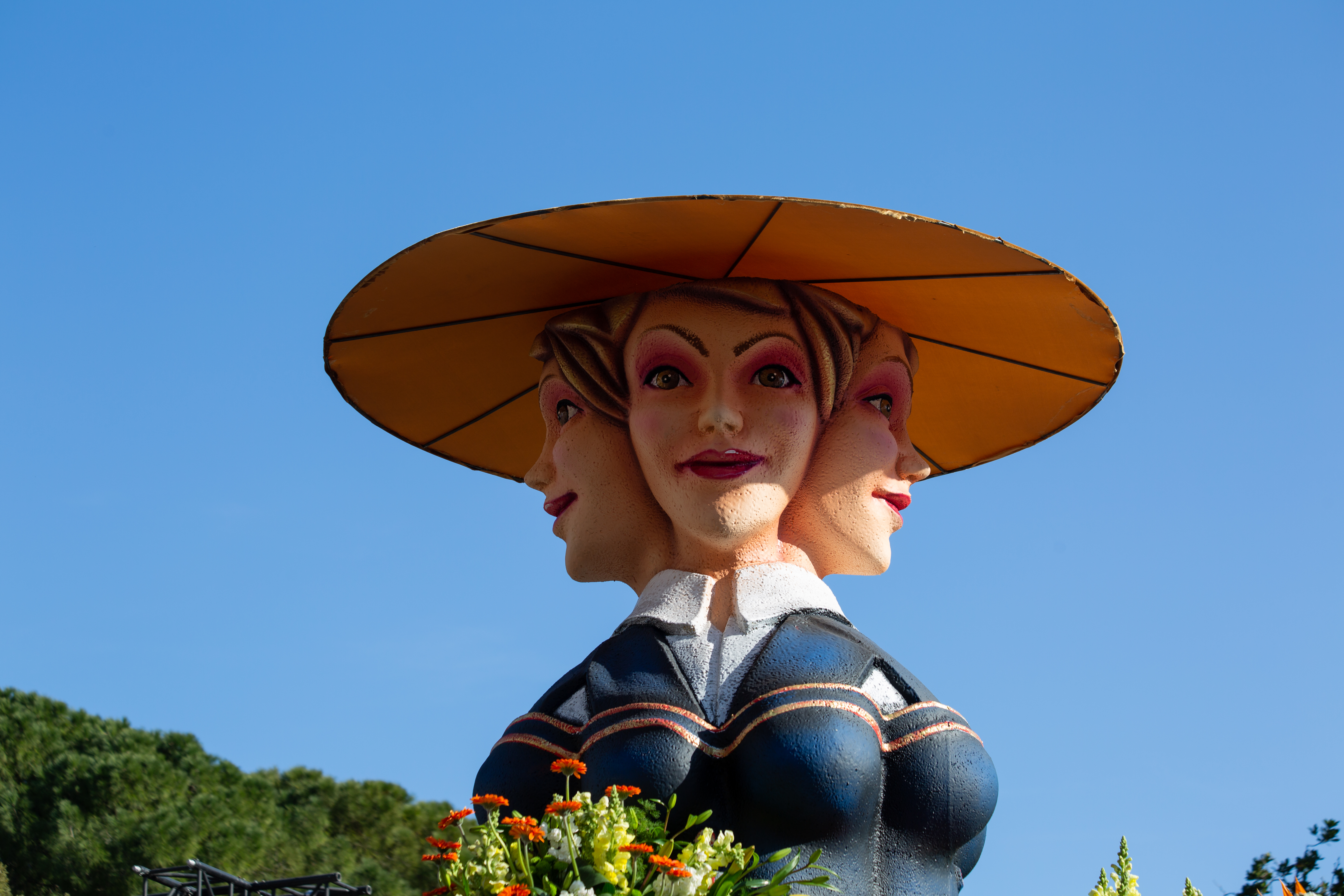
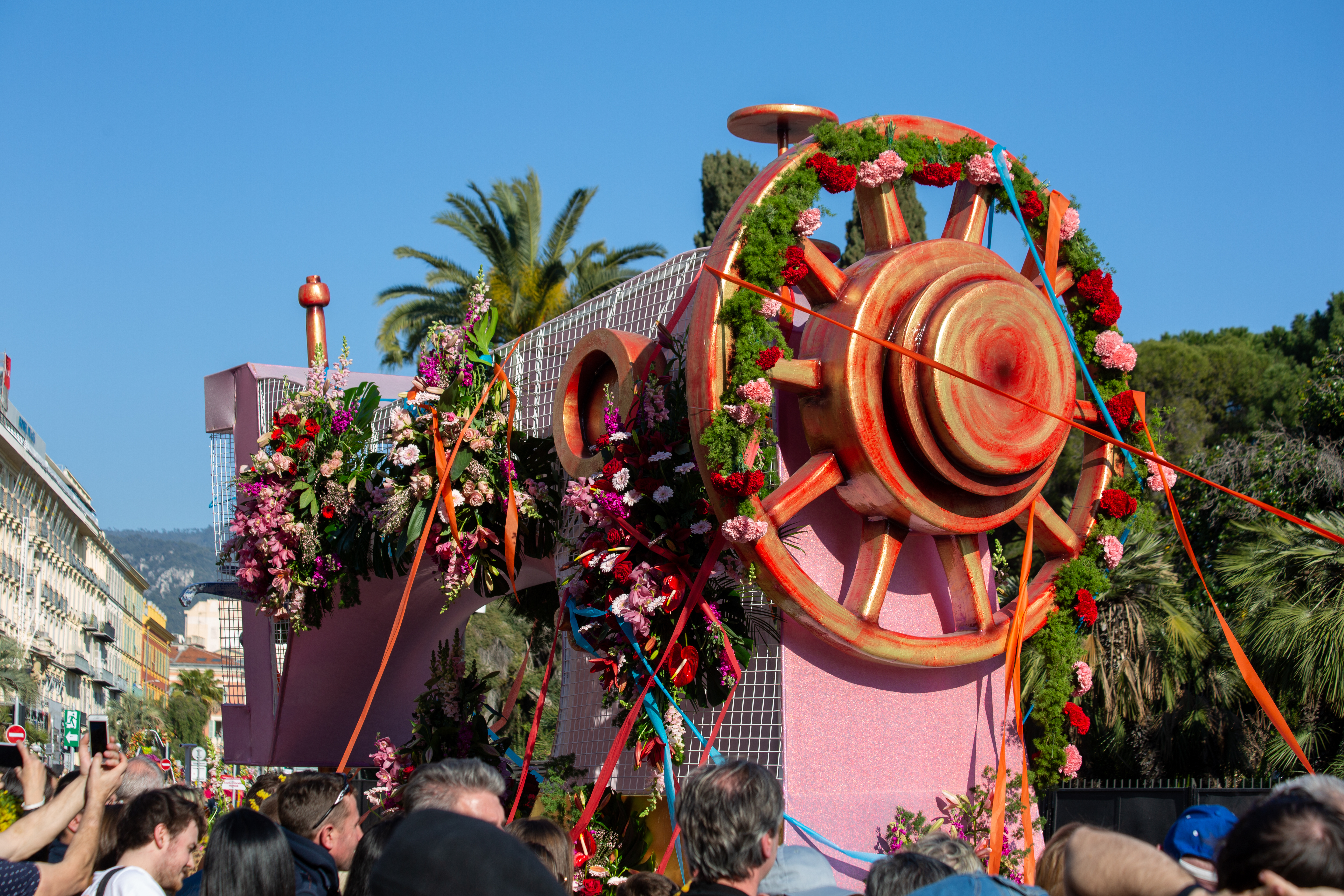
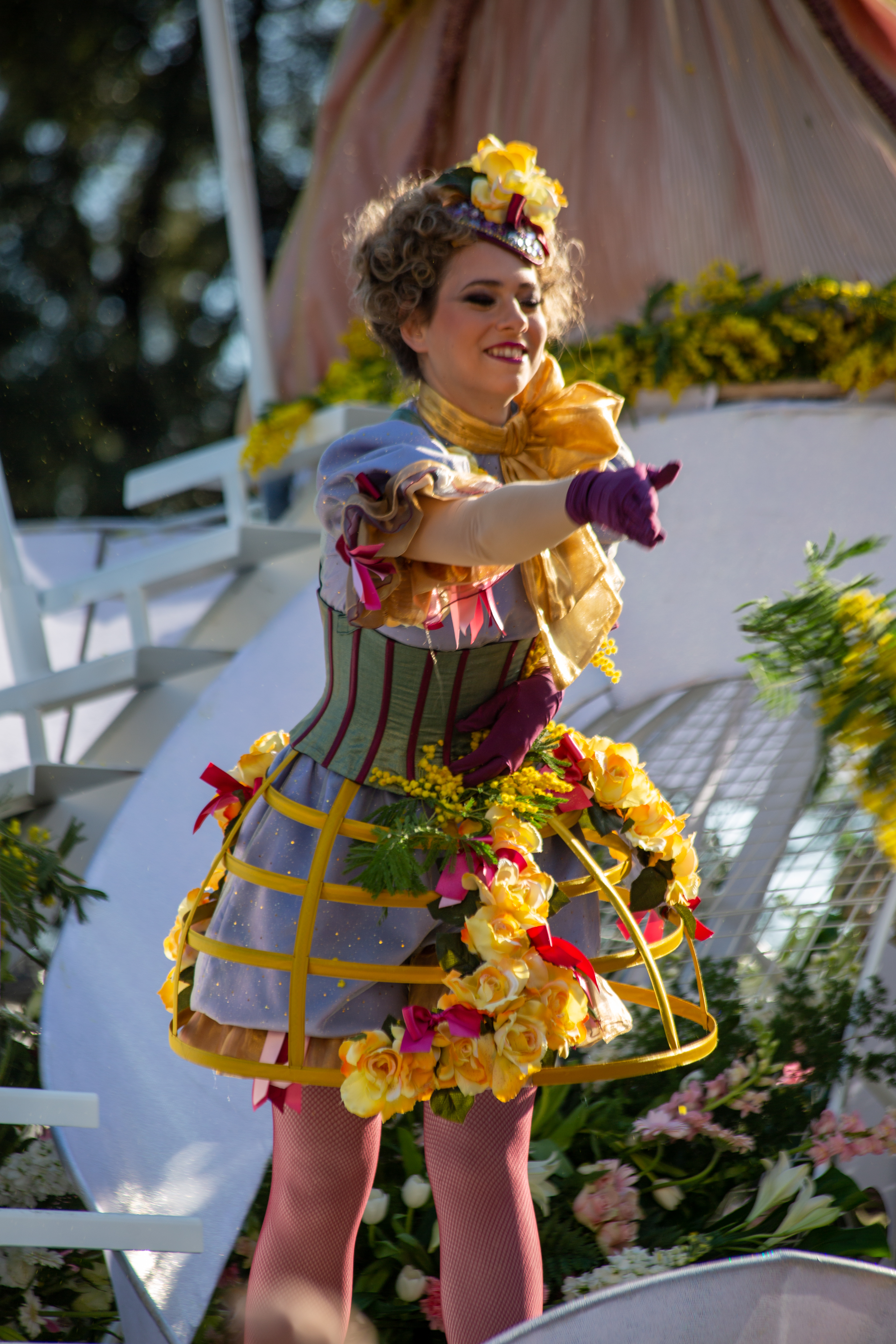

## Fills il·lustres
Categoria principal: Persones de Niça
- Andreína Orsini-Mazzoli cantant.
- Antonio Francesco Giuseppe Provana (1662 - 1720), jesuïta,missioner a la Xina.
- Magnus Hirschfeld (1868-1935), sexòleg alemany mort en exili i sepultat a Niça.
- Stefano Rossetto (1560-1580), compositor i organista.
- Jean-Marie Gustave Le Clézio (1940) escriptor, Premi Nobel de Literatura de 2008.
- Jules Bianchi (1989-2015), pilot de fórmula 1.
- Didier van Cauwelaert (1960-), escriptor, guionista i dramaturg.

## Administració
Des de 1945 els alcaldes de Niça han estat:
| Període     | Alcalde           | Partit polític       |
| ----------- | ----------------- | -------------------- |
| 1945-1947   | Jacques Cotta     | SFIO                 |
| 1947-1965   | Jean Médecin      | radical              |
| 1966-1990   | Jacques Médecin   | UDF després RPR      |
| 1990-1993   | Honoré Bailet     | RPR                  |
| 1993-1995   | Jean-Paul Baréty  | RPR                  |
| 1995-2008   | Jacques Peyrat    | DVD, RPR després UMP |
| 2008-2016   | Christian Estrosi | UMP després LR       |
| 2016-2017   | Philippe Pradal   | LR                   |
| Des de 2017 | Christian Estrosi | LR                   |

## Demografia
| 1249 | 1264    | 1302    | 1315    | 1323    | 1340    | 1365    | 1388    | 1693    | 1718    | 1790    |  |
| --- | ------- | ------- | ------- | ------- | ------- | ------- | ------- | ------- | ------- | ------- |  |
| 4 000 | 5 600   | 7 000   | 8 900   | 10 200  | 13 500  | 8 400   | 4 250*  | 10.000  | 14 608  | 20 000  |  |
| 1792 | 1815    | 1822    | 1828    | 1838    | 1848    | 1858    | 1861    | 1866    | 1872    | 1876    |  |
| 23 000 | 23 538  | 25 831  | 28 840  | 33 811  | 36 804  | 44 091  | 48 273  | 50 180  | 52 377  | 53 397  |  |
| 1881 | 1886    | 1891    | 1896    | 1901    | 1906    | 1911    | 1921    | 1926    | 1931    | 1936    |  |
| 66 279 | 77 478  | 88 273  | 93 760  | 105 109 | 134 232 | 142 940 | 155 000 | 185 000 | 220 000 | 240 000 |  |
| 1946 | 1954    | 1962    | 1968    | 1975    | 1982    | 1990    | 1999    | 2006    | 2007    | 2008    |  |
| 210 000 | 242 500 | 293 000 | 329 950 | 344 481 | 337 085 | 342 439 | 342 738 | 347.060 | 348 721 | 344 875 |  |
| Estimacions abans de 1801; censos a partir de 1801; Nombre a partir de 1968: Població sense dobles comptes; *en realitat entre 4000 i 4500; **Població legal en vigor a partir d'1 de gener de 2011. |         |         |         |         |         |         |         |         |         |         |  |

## Llocs d'interès
- Museus: de Marc Chagall, d'Henri Matisse, d'Art Modern i d'Art Contemporani, de Belles Arts, d'Arts Asiàtiques, d'Art Naïf.
- El Cours Saleya i el mercat de flors.
- Els carrerons de la Vella Niça i el patrimoni barroc.
- El turó del castell.
- La Promedade des Anglais.
- Palaus i mansions de la Belle Époque.
- Circ de Cimiez i el jardí de Monastère.
- Catedral russa de Sant Nicolau.

## Educació
- EDHEC Business School
- EPITECH
- Institut Supérieur Européen de Formation par l'Action